# 마태복음 1장

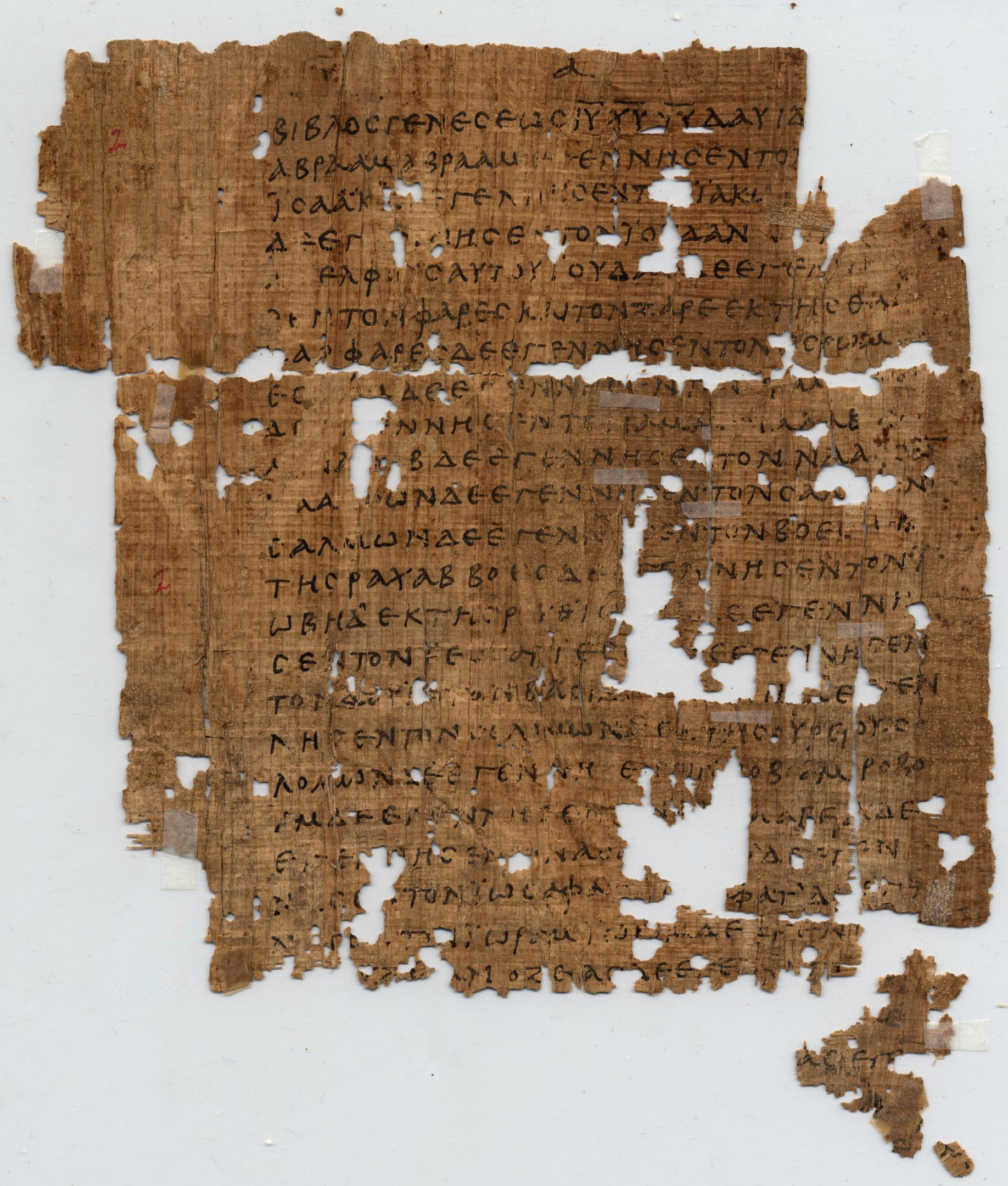
마태복음 1:1-9,12

마태복음 1장은 신약성경 마태복음의 첫 번째 장이다. 여기에는 두 개의 서로 다른 섹션이 포함되어 있다. 첫 번째에는 아브라함부터 그의 법적 아버지이자 그의 어머니인 마리아 (예수의 어머니)의 남편인 요셉까지의 예수의 족보가 나열되어 있다. 두 번째 부분은 18절부터 시작하여 예수 그리스도의 동정녀 탄생에 관한 글을 제공한다.